# Mauro Roman
Pour les articles homonymes, voir Roman.
Mauro Euro Roman, né le 27 mars 1954 à Trieste, est un cavalier italien de concours complet. Son frère Federico est aussi un cavalier.

## Carrière
Mauro Roman participe aux Jeux olympiques d'été de 1980 à Tokyo et remporte la médaille d'argent du concours complet par équipe sur le cheval Dourakine 4. Il se classe huitième du concours complet individuel.